# Suta ordensis
Espèce
Synonymes
- Denisonia ordensis Storr, 1984

Suta ordensis est une espèce de serpents de la famille des Elapidae.

## Répartition
Cette espèce est endémique d'Australie. Elle se rencontre en Australie-Occidentale et dans le Territoire du Nord dans la zone du golfe Joseph Bonaparte dans le bassin de l'Ord River et de la Victoria River jusqu'à Gordon Downs et Wave Hill.

## Description
Dans sa description Storr indique que cette espèce mesure entre 38,5 et 66 cm dont 5 à 9 cm pour la queue. Son dos et ses flancs sont brun gris. Des taches pâles sont présentes au niveau des lèvres et parfois au niveau des tempes ou entre la mâchoire et l’œil. Sa face ventrale est blanchâtre.

## Étymologie
Son nom d'espèce, composé de ord et du suffixe latin -ensis, « qui vit dans, qui habite », lui a été donné en référence à la vallée de l'Ord River d'où proviennent plusieurs spécimens.

## Publication originale
- Storr, 1984 : Revision of Denisonia suta (Serpentes: Elapidae) and the description of a new species closely related to it. Records of the Western Australian Museum, vol. 11, n. 3, p. 249-257 (texte intégral).